# 달성산업단지
달성산업단지(達城産業團地)는 대구광역시 달성군 논공읍과 구지면에 위치한 지방산업단지이다. 면적은 6,820(천m2), 업체수는 316개이다.

## 역사
- 1979년 3월 23일 건설부지방공업장려지구지정[1]
- 1980년 5월 20일 공업단지조성공사 착공[2]
- 1981년 6월 20일  지방공업단지 지정[3]
- 1983년 6월 30일  공업단지조성 완료
- 1986년 1월 1일 관리공단업무 개시
- 1991년 4월 29일 달성지방단지로 명칭 변경
- 1991년 7월 2일 달성공업단지관리공단으로 명칭 변경
- 1997년 1월 1일 달성산업단지관리공단으로 명칭 변경

## 같이 보기
- 대구경북경제자유구역